# Odontoglossum constrictum
Odontoglossum constrictum es una especie de orquídea con hábitos de epifita, originaria de Sudamérica.

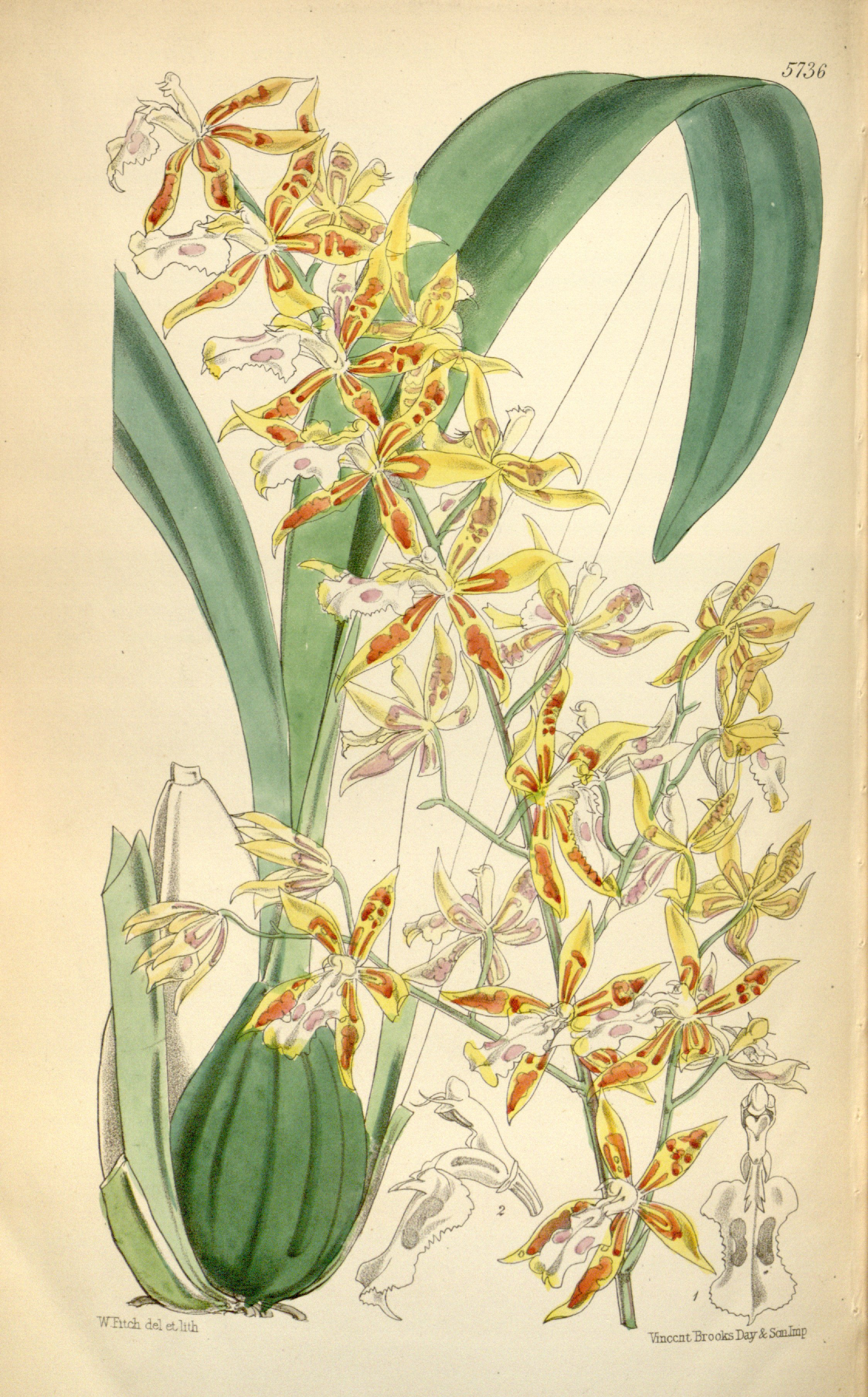
Ilustración

## Descripción
Es una  orquídea  de pequeño a mediano tamaño, con hábitos de epifita y con pseudobulbos ovoides, de color verde que llevan 2 hojas, apicales, linear-lanceoladas, subagudas o agudas. Florece en el otoño e invierno en una inflorescencia basal, erecta a arqueada, de 150 cm  de largo, la más grande, racemosa o inflorescencia paniculada derivada de las vainas de soporte de un pseudobulbo maduro. Tiene brácteas ovado-triangulares, agudas y lleva flores fragantes.

## Distribución y hábitat
Se encuentra en Venezuela, Colombia y Ecuador a elevaciones de 1800 a 2300 metros. 

## Taxonomía
Odontoglossum constrictum fue descrita por John Lindley   y publicado en Edwards's Botanical Register 29: Misc. 17. 1843.
Etimología
Odontoglossum: nombre genérico que procede del griego antiguo  "odontos" = (diente) y "glossos" = (lengua), pues el  labelo  presenta en su centro unas callosidades en forma de dientes.
constrictum: epíteto latino que significa "constreñida".
Sinonimia
- Odontoglossum boddaertianum Rchb.f.
- Odontoglossum sanderianum Rchb.f.
- Oncidium boddaertianum  (Rchb. f.) M.W. Chase & N.H. Williams
- Oncidium constrictum (Lindl.) Beer[1][4][5]